# Phobetes pastranai
Phobetes pastranai là một loài tò vò trong họ Ichneumonidae.